# Avala
Avala (en serbe cyrillique : Авала) est une montagne de Serbie. Son altitude est de 511 m. Elle domine la ville de Belgrade.
Le mont Avala est situé à 16 km au sud-est de Belgrade et s'étend dans le district de Belgrade, c'est-à-dire la zone métropolitaine de la capitale serbe. Pour l'essentiel, il fait partie de la municipalité de Voždovac mais ses pentes orientales se trouvent dans la municipalité de Grocka et un de ses prolongements méridional appartient à celle de Sopot. Au Moyen Âge, la forteresse de Žrnov y était située.
L'avalite, un minerai, a reçu son nom de cette montagne sur laquelle elle a été découverte.

## Toponymie
L'étymologie du nom Avala est inconnue. Les tentatives de certains chercheurs pour trouver l'origine du nom dans le mot arabe havale (« obstacle » ou « abri »), comme emprunt en langue turque), ne semblent pas possibles[réf. nécessaire], car il y a, au moins, trois toponymes presque identiques dans la France actuelle (Avallon - commune du centre-est de la France ; île Aval - île de Bretagne ; Avalo - village de l'est de la France), et ces territoires n'ont jamais été gouvernés par des Turcs ou des Arabes[pertinence contestée].

## Géographie

### Situation, topographie

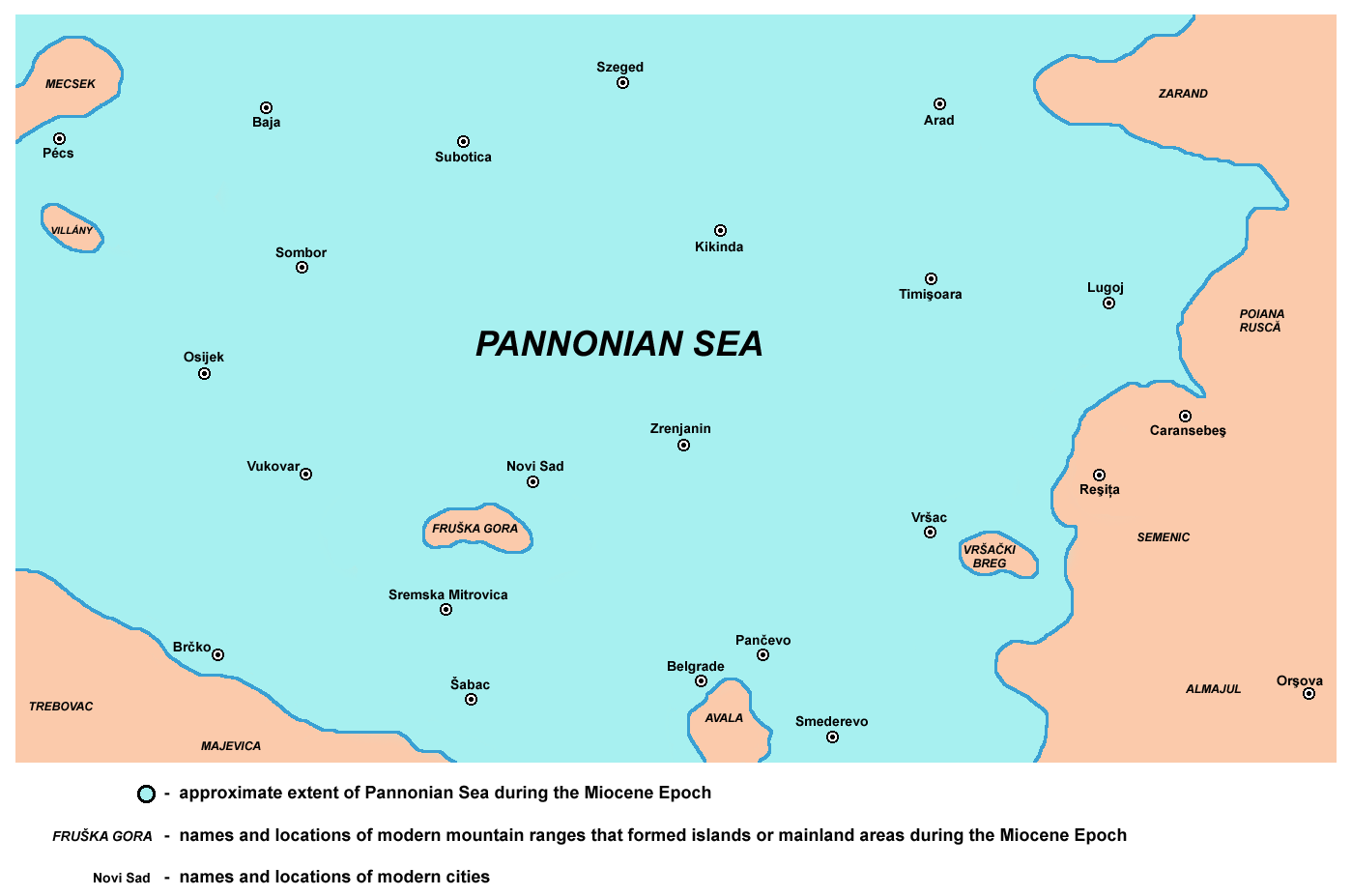
La mer pannonienne

Le mont Avala se trouve à l'extrême nord de la région de la Šumadija (Choumadie). Il y a 600 000, il formait une île située dans la mer pannonienne, tout comme les monts voisins de Kosmaj et de la Fruška gora. Aujourd'hui encore Avala reste une sorte de montagne « insulaire », qui se dresse, solitaire, sur le plateau de Pinosava. Au nord, le mont s'étend jusque dans la forêt de Stepin Lug. La montagne possède plusieurs sommets secondaires, dont ceux de Ladne vode (340 m), Zvečara (347 m) et Sakinac (315 m).

### Géologie
Avala est constituée de serpentinite, de calcaire et de roches magmatiques dont l'éruption a formé un laccolite. La sous-sol de la montagne recèle plusieurs minerais, notamment du plomb et du cinabre ; en revanche, les activités minières, dont l'origine remonte à l'Antiquité, ont cessé dans les années 1960. On y a trouvé de l'avalite, une variété de muscovite ainsi désignée d'après le nom de la montagne ; ce minerai de couleur verdâtre, composé entre autres de chrome, de magnésium, de potassium et d'aluminosilicate, a été découvert par le chimiste serbe Simo Lozanić qui en a établi la formule ; il a été examiné par le minéralogiste israélien Tamir Grodek, qui l'a classé dans la famille des micas.

### Hydrographie
La Topčiderska reka, qui prend sa source dans la forêt de Lipovica (Lipovička šuma) au sud-ouest d'Avala, coule sur les pentes occidentales de la montagne, tandis que la Bolečica coule sur ses pentes orientales. Plusieurs autres petits ruisseaux parcourent le secteur, dont le Vranovac, un affluent de la Bolečica. Sur la pente occidentale du mont, près de Pinosava, se trouve un petit lac artificiel.
Les localités du secteur connaissent des restrictions d'alimentation en eau potable pendant l'été[réf. nécessaire].

### Milieu naturel
Le secteur protégé du mont Avala couvre une superficie de 489,13 ha.
En plus de la richesse de sa faune, Avala est connue pour sa flore, qui comprend plus de 600 espèces de plantes. Certaines d'entre elles sont protégées par la loi, comme certains arbustes du genre Laburnum (les cytises) ou certains buis. Le mont abonde en herbes médicinales. Parmi les arbres les plus importants du secteur, on peut citer le chêne rouvre (Quercus petraea), le chêne chevelu (Quercus cerris), le charme, le hêtre, le tilleul, le pin noir (Pinus nigra) ou le robinier faux-acacia (Robinia pseudoacacia)[réf. nécessaire].

### Localités
Parmi les localités les plus importantes d'Avala figurent Ripanj au sud, qui, au recensement de 2002, comptait 10 741 habitants, Pinosava à l'ouest (2 839 hab.), Zuce au nord-est (2 024 hab.) et Beli Potok au nord (3 417 hab.), toutes ces localités sont administrativement rattachées à la municipalité de Voždovac. Vrčin, à l'est, dans la municipalité de Grocka, comptait 8 667 habitants en 2002.

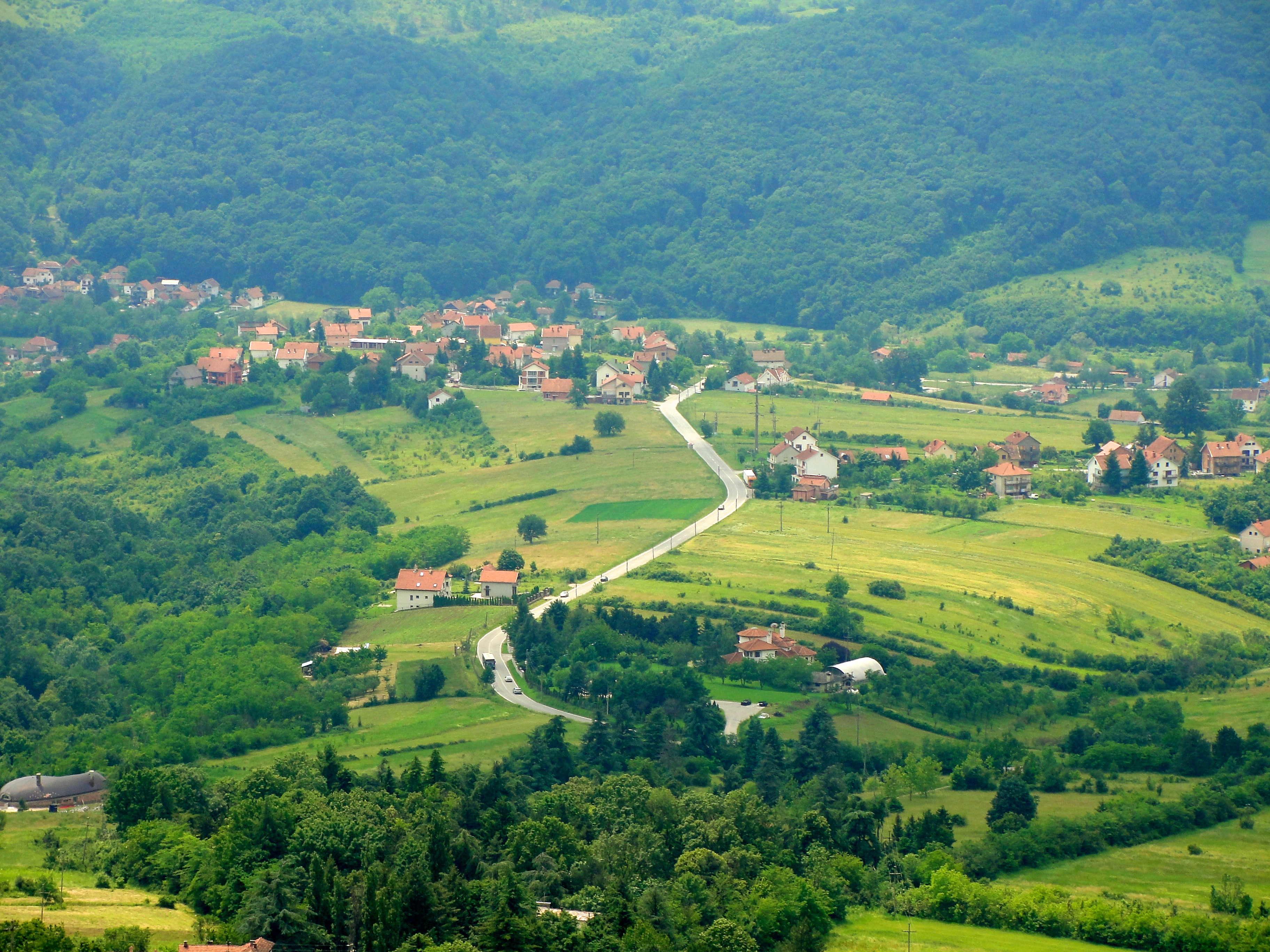
Ripanj
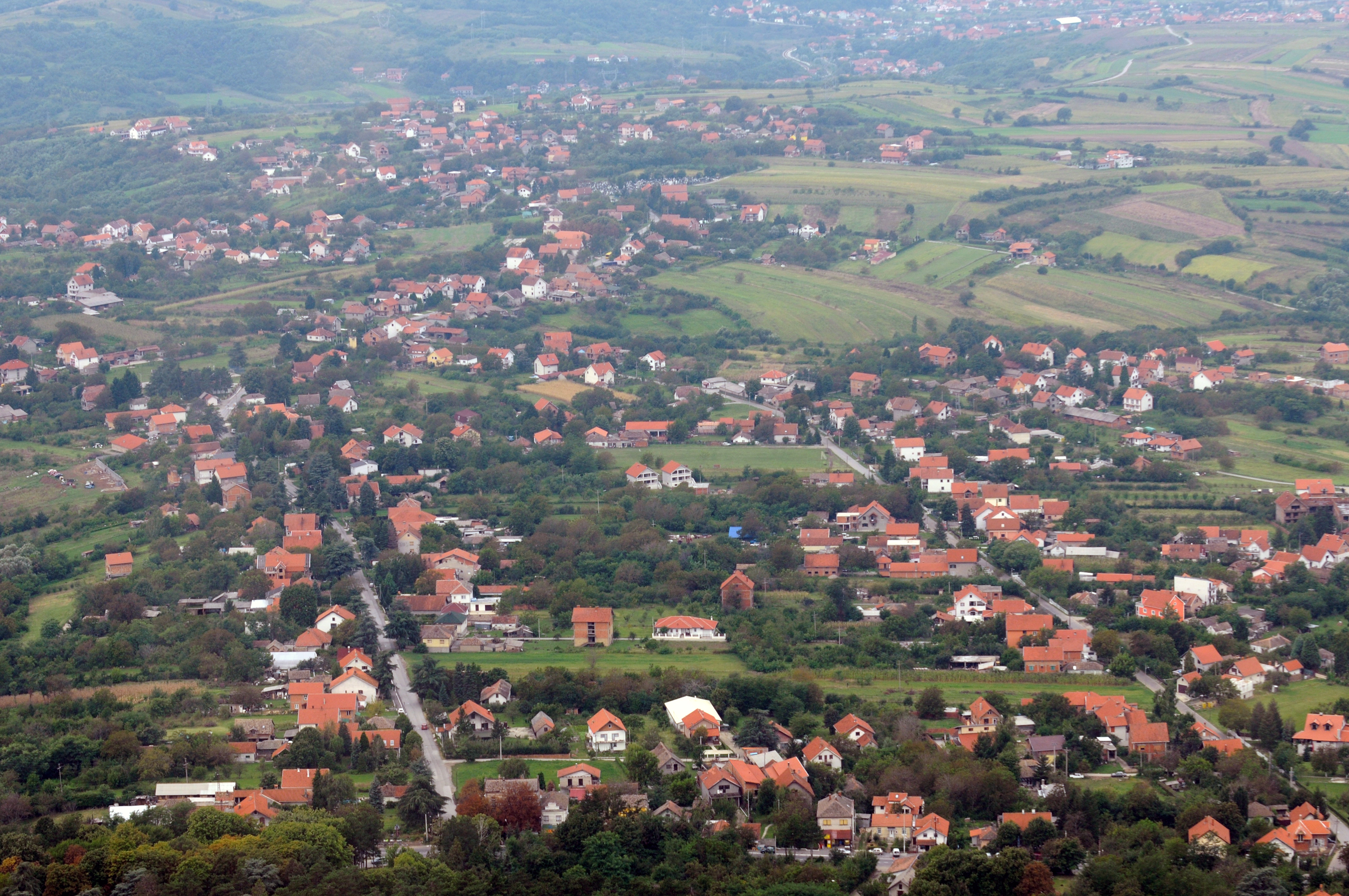
Pinosava
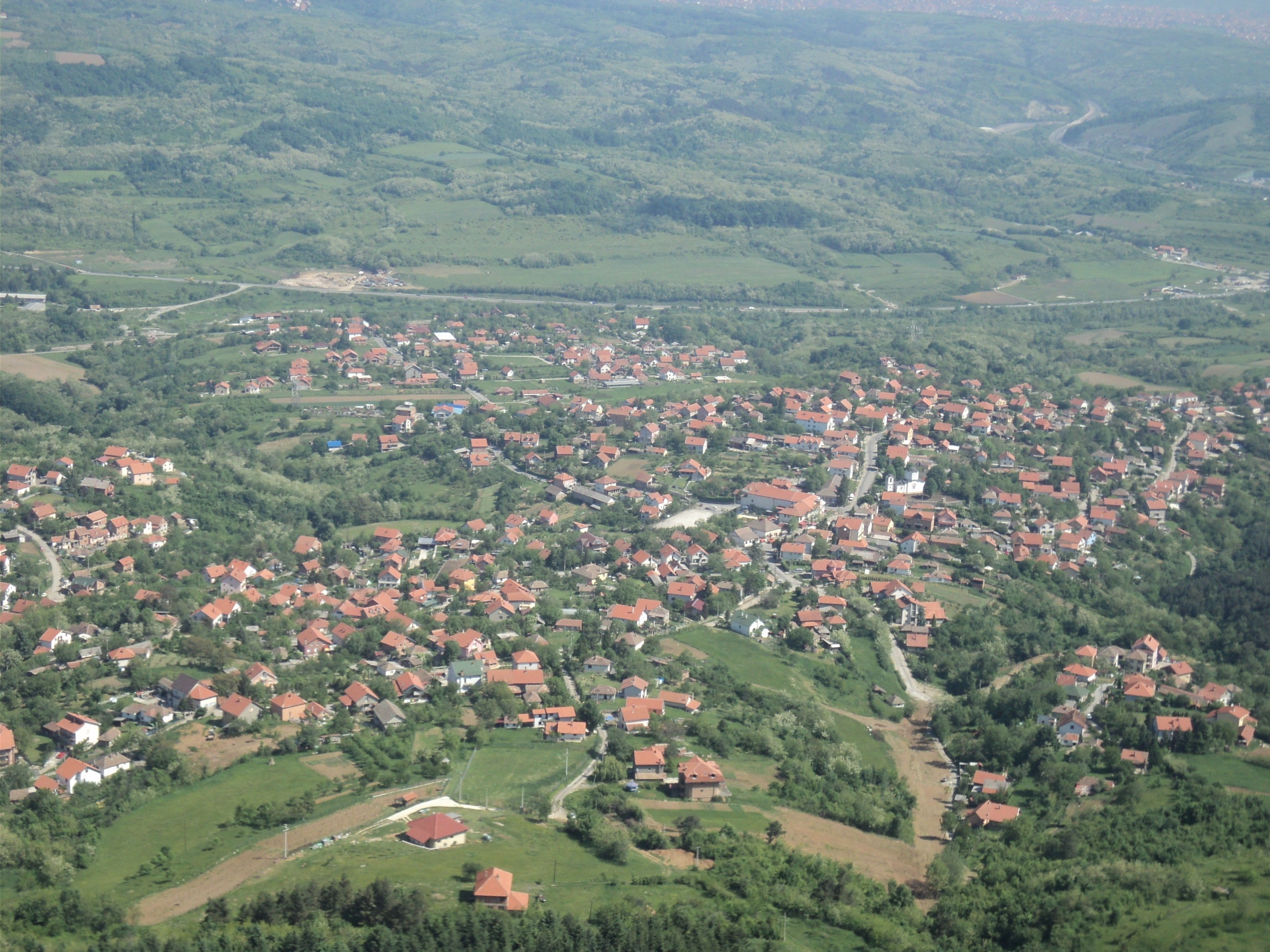
Beli Potok

## Histoire

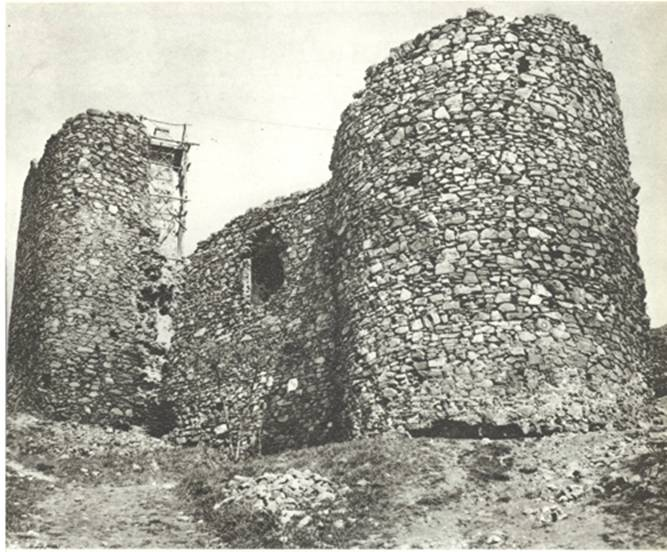
La forteresse de Žrnov, détruite en 1934

Au Moyen Âge, la forteresse de Žrnov se dressait au sommet du mont. En 1442, elle fut conquise par les Ottomans, qui bâtirent à sa place une nouvelle forteresse pour faire face à la forteresse de Belgrade
La montagne est protégée depuis 1859 en tant que monument naturel. La même année, le prince Miloš Obrenović ordonna que le site soit entouré d'une clôture.

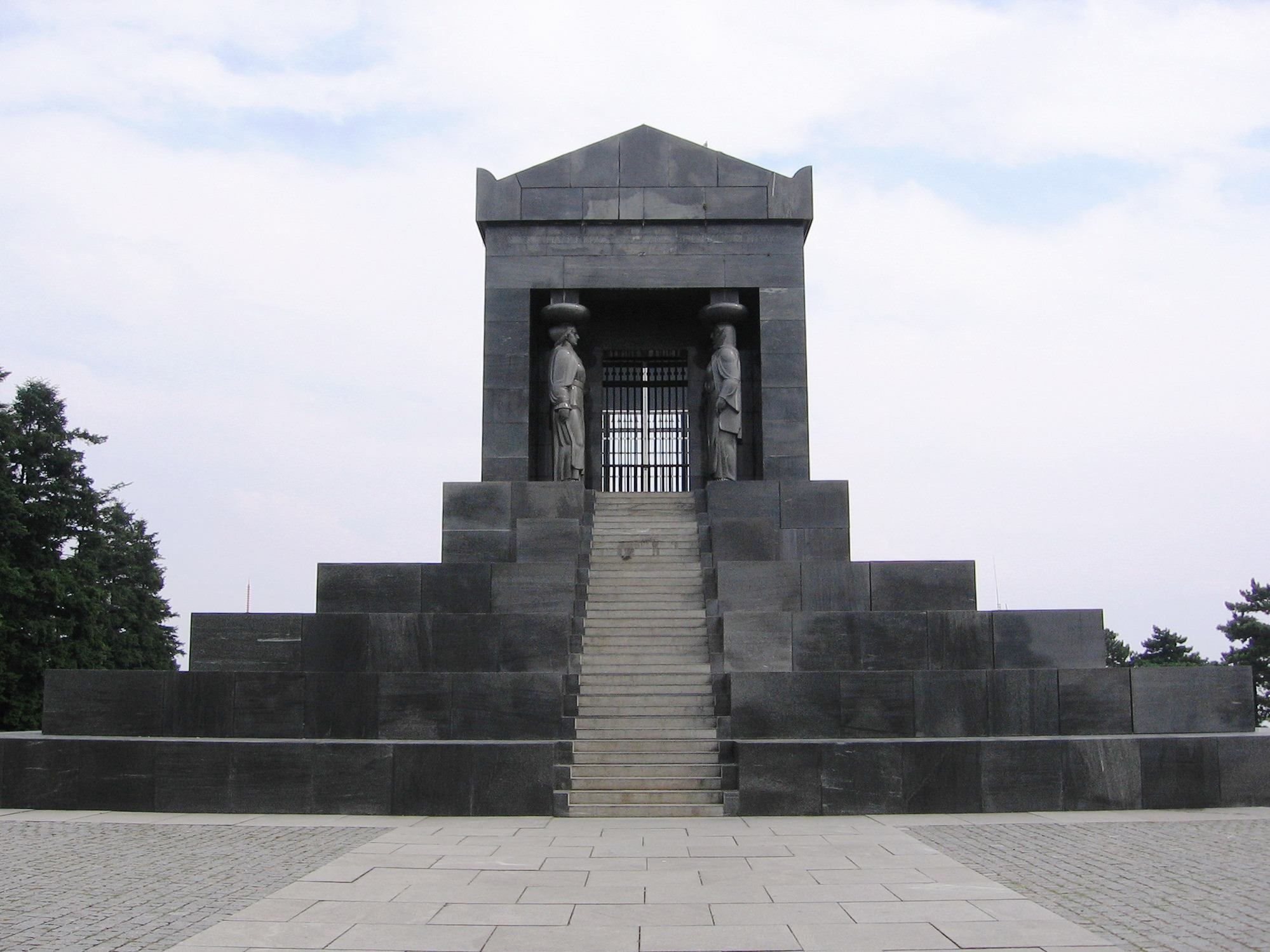
Le monument au Héros inconnu

Pendant la Première Guerre mondiale, le mont fut pris d'assaut par l'armée austro-hongroise le 19 octobre 1915, après trois jours d'intense bombardement, achevant la prise de Belgrade. C'est également au mont Avala que se livrèrent les plus sanglants combats de la bataille de Belgrade en octobre 1944.
Les ruines de la forteresse de Žrnov furent détruites en 1934 pour laisser la place au Monument au Héros inconnu, construit entre 1934 et 1938 par l'architecte Ivan Meštrović pour honorer les combattants de la Première Guerre mondiale en Serbie. En 1936, pendant la période du royaume de Yougoslavie, la montagne fut déclarée parc national mais, en 1946, par un décret du présidium de l'Assemblée nationale de Serbie, ce statut lui fut retiré et elle devint une « propriété publique d'intérêt général », placée sous le contrôle direct du gouvernement. En 1965, une tour haute de 200 m, la Tour de télévision d'Avala, y fut construite, dotée d'un restaurant panoramique ; à cette époque, elle constituait l'une des constructions les plus élevées des Balkans ; elle a été réalisée par les architectes Uglješa Bogunović, Slobodan Janjić et M.Krstić. La tour fut détruite par les bombardements de l'OTAN lors de l'opération Allied Force en 1999. Elle a été totalement reconstruite à partir de 2006. Le plan général d'urbanisme de Belgrade (GUP) pour la période 2001-2021 fait du mont Avala une zone de sports et de loisirs.

## Activités

### Tourisme
Avala est un lieu de pique-nique traditionnel pour les Belgradois ; en revanche, ses capacités touristes ne sont pas vraiment exploitées ; en 1984, le site a accueilli 15 700 touristes, alors que l'agglomération de Belgrade compte plus de 1,5 million d'habitants. Les camps de montagne du Čarapićev brest et du Mitrovićev dom constituent des centres d'attraction privilégiés. Chaque année, début juillet, est organisé un camp de montagne où se déroulent des compétitions de course d'orientation, d'escalade (sur un mur d'escalade en plein air), de vélo tout terrain et de course de montagne. La tour d'Avala attire également les visiteurs.

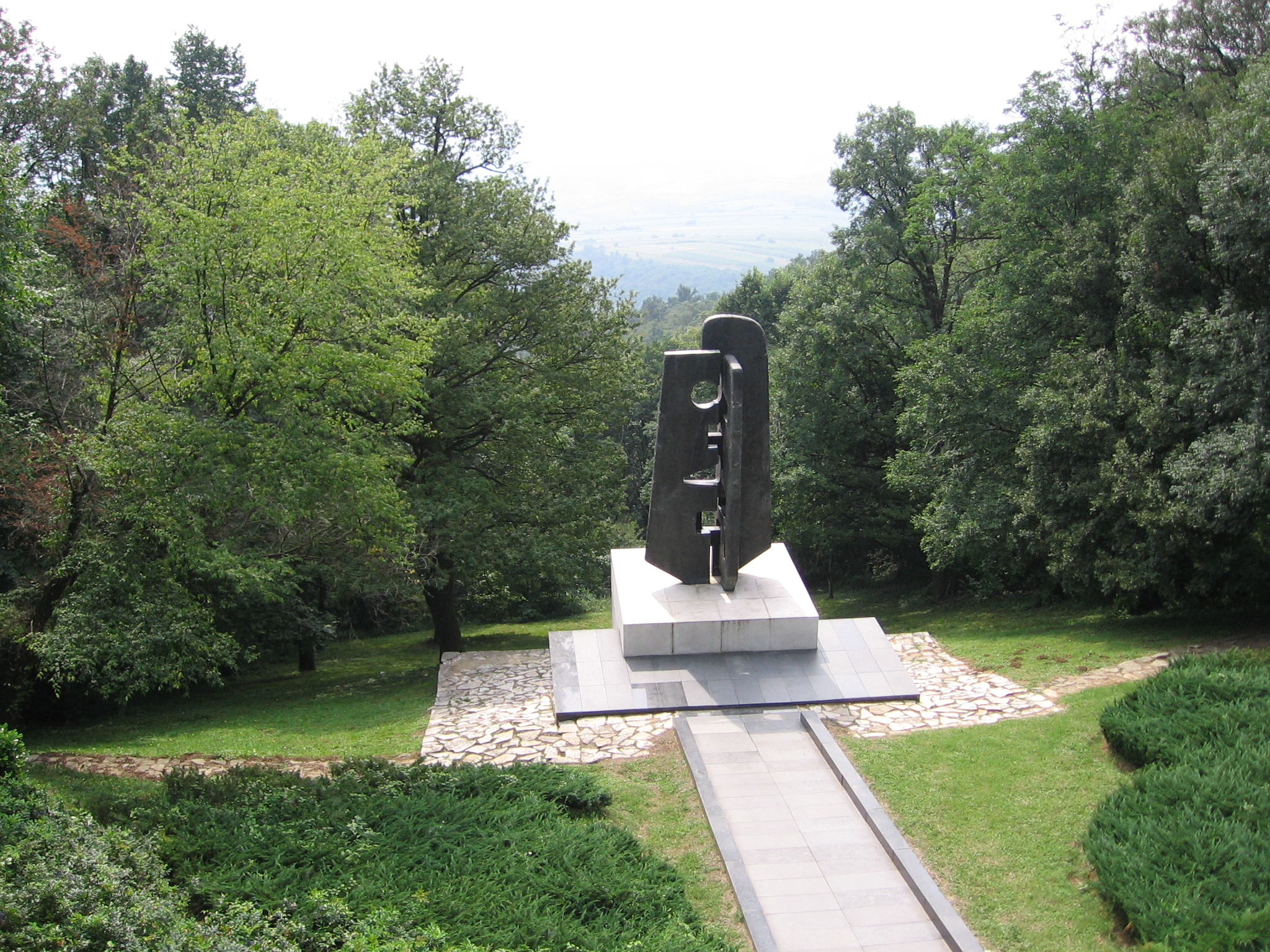
Le monument aux vétérans de guerre soviétiques

Le mont Avala abrite plusieurs monuments. Le plus important d'entre eux est le monument au Héros inconnu, dédié à un soldat serbe inconnu de la Première Guerre mondiale et construit par le sculpteur croate Ivan Meštrović ; il prend la forme d'un mausolée soutenu par huit cariatides représentant chacune une région historique de la Yougoslavie) ; en raison de son importance, il est inscrit sur la liste des monuments culturels d'importance exceptionnelle de la république de Serbie. Le Monument aux vétérans de guerre soviétiques est dédicacé aux vétérans soviétiques morts à Avala dans l'écrasement de leur avion le 19 octobre 1964 ; ils se rendaient à Belgrade pour célébrer le 20e anniversaire de la libération de la capitale serbe par l'Armée rouge ; parmi eux se trouvaient le  maréchal Sergueï Biriouzov et le général et ministre de la défense Vladimir Ivanovitch Zdanov ; ce monument est une œuvre du sculpteur Jovan Kratohvil. Un parc mémoriel est également dédié aux victimes de la Seconde Guerre mondiale.
Le mont abrite encore le monument à Vasa Čarapić, un des chefs du premier soulèvement serbe contre les Ottomans en 1804 et un des libérateurs de Belgrade ; il se trouve à Beli Potok, sa ville natale, près de la maison de montagne Čarapićev brest ; il a été sculpté en 1991 par Dušan Nikolić.

### Transports
Le mont Avala est relié à Belgrade et au reste de la Serbie par un dense réseau routier et ferroviaire.

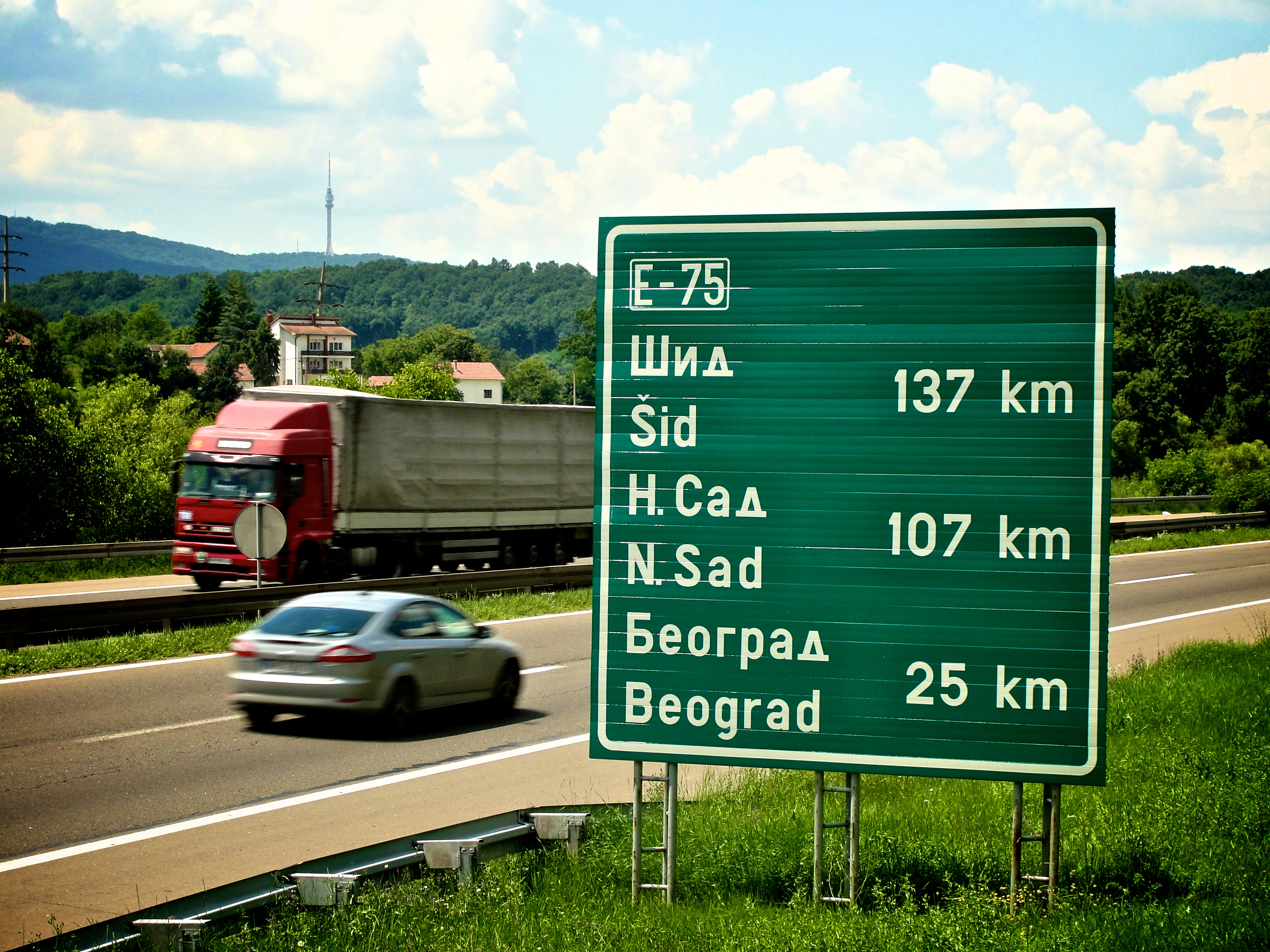
L'autoroute E75 près de Vrčin

L'Avalski put, la « route d'Avala », est un prolongement du boulevard de la Libération à Belgrade ; elle relie directement la montagne au centre de la capitale serbe, en passant par les quartiers de Selo Rakovica, Jajinci, Banjica, Voždovac, Autokomanda, Karađorđev park et Slavija. Au niveau de la montagne, l'Avalski put se divise en trois sections. L'une d'entre elles permet d'atteindre le sommet ; la seconde continue en direction du sud-ouest, traverse Ripanj, la forêt de Lipovica et Barajevo avant de rejoindre l'Ibarska magistrala (la « route de l'Ibar »), un des axes majeurs de l'ouest de la Serbie ; la troisième se dirige vers le sud-est, parallèlement à l'autoroute E75, traverse Trešnja et Ralja avant de rejoindre ladite autoroute. Les localités situées au pied d'Avala sont directement reliées par les lignes d'autobus des transports publics de la ville, avec un terminus dans le quartier belgradois de Trošarina.
L'autoroute Belgrade-Niš, une section de la route européenne 75, traverse Vrčin, à l'est de la montagne. Au nord d'Avala se trouve le Kružni put, qui relie les faubourgs sud de la capitale serbe. Le périphérique de Belgrade, encore en construction, doit passer par la vallée de la Bolečica et un pont sur le Danube reliant Vinča à Omoljica (en Voïvodine) est en projet.
Des lignes de chemin de fer passent à l'est et à l'ouest d'Avala. À l'est, il s'agit d'une section la ligne Belgrade-Niš qui traverse un tunnel creusé dans la montagne à la hauteur de Beli Potok puis passe par Včrin. À l'ouest, une ligne traverse Ripanj et le long tunnel de Ripanj ; elle constitue une section de la ligne ferroviaire Belgrade-Bar.